# Élli Lambrídi
Élli Lambrídi, en grec moderne : Έλλη Λαμπρίδη (1896-1970), est une philosophe grecque qui a beaucoup écrit dans les domaines de la philosophie ancienne et moderne. Elle a également écrit sur l'archéologie, la fiction et les traductions. Elle est en outre enseignante et s'est engagée très tôt dans la politique grecque de gauche et dans le féminisme. Son importance dans la philosophie grecque du XXe siècle n'a été « largement connue que récemment ». Sa vie et son œuvre ont été célébrées le 8 mars 2017 lors d'un événement organisé dans l'ancienne salle du Sénat du Parlement grec à Athènes. 

## Jeunesse
Élli Lambrídi naît à Athènes le 22 janvier 1896. Son père, Ioánnis Lambrídis (el), originaire de Dolianá, en Épire, était avocat et sénateur dans le premier gouvernement d'Elefthérios Venizélos, et connu pour son action en faveur de la libération de l'Épire. Sa mère Sofía était athénienne et sa famille originaire de Mytilène. Élli Lambrídi est diplômée d'un lycée d'Athènes, puis étudie les lettres classiques à l'université d'Athènes (1911-1916).
En 1917, elle obtient une bourse d'études supérieures à Zurich, qu'elle complète en philosophie et en pédagogie. Elle obtient son doctorat en 1919 avec une thèse sur les principes de la connaissance d'Aristote. Pendant son séjour à Zurich, elle rencontre Níkos Kazantzákis, avec qui elle entreprend plusieurs voyages en Suisse entre janvier et septembre 1918, en commençant par un pèlerinage en Haute-Engadine sur les traces de Friedrich Nietzsche.  Kazantzakis la surnomme « Mudita », ce qui signifie « joie du plaisir d'autrui ». Leur relation se poursuit par intermittence jusqu'en 1957.

## Écriture et activités politiques
Après avoir obtenu son doctorat en 1919, elle voyage de Zurich à Londres où elle fréquente le London Teacher's College en 1919. En 1920, elle s'installe à Constantinople et commence à travailler au Collège américain pour jeunes filles, tout en enseignant à l'école normale de Zappéion et à l'école centrale pour filles de Stavrodromio. Elle épouse Kostas Stylianopoulos à Londres en 1922. À la suite de la catastrophe d'Asie Mineure, ils s'installent à Athènes en 1923. Élli Lambrídi est nommée directrice du Collège américain pour jeunes filles d'Athènes, où elle organise le programme du département de grec. Sa fille Nike naît en 1923, mais le couple divorce peu après.
Élli Lambrídi continue d'enseigner et s'engage dans des questions philosophiques et politiques. En 1926, elle se rend à Paris en tant qu'envoyée du journal grec Eleftherotypía pour participer au 10e congrès de l'Alliance internationale des femmes. En 1928, elle démissionne du Collège d'Athènes et, au cours des deux années suivantes, se consacre à la recherche philosophique et à l'écriture.
Entre autres projets, elle  entreprend une série philosophique pour Ellinika Philla, écrit de nombreux essais sur la philosophie et la psychologie pour le périodique Anagennisi et des articles philosophiques pour une encyclopédie. En 1929, elle publie Bergson et sa philosophie, et L'Égée : Structure politique créto-mycénienne. En 1930, elle se rend à Prague pour assister au congrès de la Fédération internationale des femmes diplômées des universités.
Élli Lambrídi retourne à l'enseignement en 1930, après avoir été nommée directrice adjointe de l'enseignement à l'école normale de Marasleio. En 1931, elle se rend en Amérique pour assister au congrès de la Fédération internationale des femmes diplômées des universités. En 1932, elle est directrice adjointe, d'abord à l'école normale de Tripoli, puis à celle de Lamia. Sa carrière pédagogique officielle prend fin lorsqu'elle est contrainte de quitter son poste en juillet 1935, pour des raisons politiques, à la suite de l'échec de la tentative de Venizélos de reprendre le pouvoir.